# Menonitas en Costa Rica
Las diferentes congregaciones de menonitas de Costa Rica están conformadas por unos 5.000 miembros, distribuidos en unas 50 comunidades alrededor del territorio nacional en 2020, de los cuales 650 viven en el cantón de San Carlos. La colectividad mayoritaria actualmente es la de la Región Huetar Norte. Los miembros de estas Iglesias son en su gran mayoría de la población que vive en Costa Rica desde hace siglos y casi todos son modernos o moderados y muy pocos, si es que los hay, conservadores o "antigua orden". Los menonitas costarricenses son una de las mayores aglomeraciones anabaptistas de América Central.

## Historia
En 1962 las Misiones de Rosedale (en inglés: Rosedale Mennonite Missions) enviaron a dos parejas de misioneros, Elmer y Eileen Lehman, y Raymond y Susanna Schlabach, para establecer una presencia menonita en Costa Rica. La familia Lehman inició un ministerio de plantación de iglesias en la provincia de Heredia. Los Schlabach comenzaron a trabajar traduciendo la Biblia al idioma bribri y se establecieron en Talamanca.
En 1974 los esfuerzos de misioneros de las Misiones de Rosedale resultaron en la formación de la Convención de Iglesias Evangélicas Menonitas de Costa Rica. Bajo el liderazgo de gente local, la iglesia creció y se expandió a 26 congregaciones y en 2010 tenía 1.475 miembros.
En 1968 un grupo de algunas familias de Beachy Amish liderado por el ministro Sanford Yoder fundó una congregación para dar trabajo misionero.
Como resultado de la misión Beachy Amish en 1977 se estableció "La Iglesia La Mizpa" en Santa Isabel de Río Cuarto, en el cantón de Río Cuarto de Alajuela. En 2017, la iglesia era miembro de Beachy Amish Mennonite Fellowship y tenía 42 miembros. El obispo era Juan Marcos Paniagua.
Otra iglesia que resultó de la  misión Beachy Amish de 1968 es la "Iglesia Menonita de Pital" que fue establecida en 1983. En 2017, la iglesia era miembro de Beachy Amish Mennonite Fellowship y tenía 19 miembros. El ministro era Duane Nisly.
Mientras que los misioneros Beachy Amish y Menonitas Amish provienen de una tradición suiza y del sur de Alemania, hacen trabajo misionero entre todos los grupos étnicos de América Latina. Lo mismo se aplica a las Misiones de Rosedale.

## Miembros y congregaciones
| Denominación                                              | Miembros en 2009 | Congregaciones en 2009 | Miembros en 2012 | Congregaciones en 2012 | Miembros en 2020 | Congregaciones en 2020 |
| --------------------------------------------------------- | ---------------- | ---------------------- | ---------------- | ---------------------- | ---------------- | ---------------------- |
| Asociación de Iglesias Cristianas Menonitas de Costa Rica | 1,470            | 20                     | 1,595            | 23                     | 1,100            | 24                     |
| Beachy Amish                                              | 264              | 11                     | 257              | 10                     | 256              | 9                      |
| Menonitas conservadores de gente llana                    |                  |                        | 45               | 1                      |                  |                        |
| Iglesia Hermanos en Cristo                                |                  |                        |                  |                        | 3,500            | 12                     |
| Mennonite Christian Fellowship                            |                  |                        |                  |                        | 44               | 2                      |
| Congregaciones Menonitas Amish sin afiliación             | 50               | 2                      | 81               | 3                      | 24               | 1                      |
| Costa Rica                                                | 1,784            | 33                     | 1,978            | 37                     | 4,924            | 48                     |